# Charles Boissevain

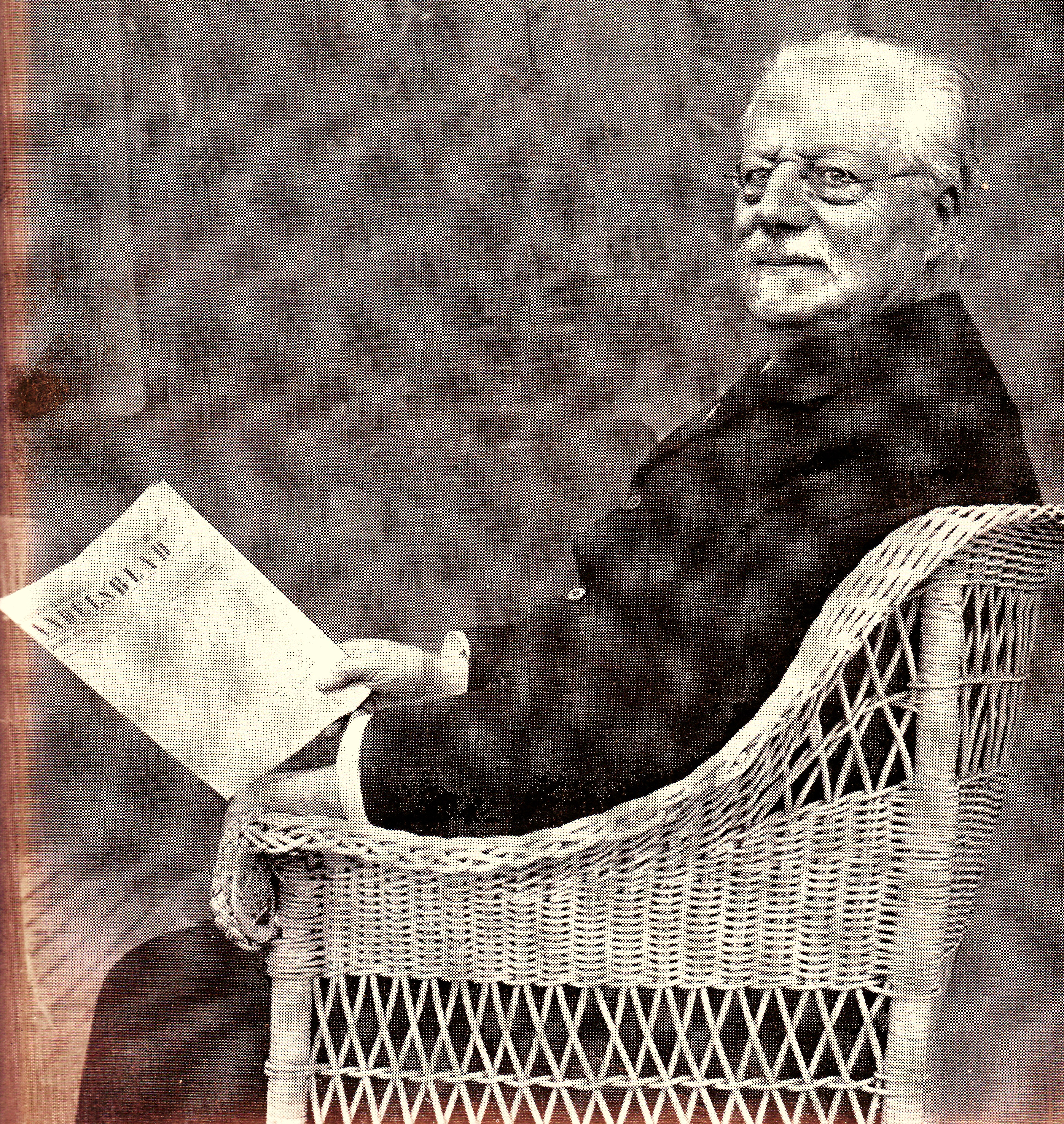
Charles Boissevain in 1912

Charles Boissevain (Amsterdam, 28 oktober 1842 – Naarden, 5 mei 1927) was journalist en later redacteur en eigenaar van het Algemeen Handelsblad, uitgegeven in Amsterdam. Hij werkte lange tijd als directeur van het Handelsblad en werd in 1872 lid van de redactie van het literaire tijdschrift De Gids. 
Charles was de zoon van reder Gideon Jeremie Boissevain, en Maria van Heukelom. Hij trouwde op 27 juni 1867 met Emily Heloise Mac Donnell. Uit dit huwelijk werden vijf zoons en zes dochters geboren.
Werken van Charles Boissevain zijn onder meer: 
- Ierland en de oorzaken van het fenianisme (Amsterdam, 1868)
- Aan Hollands vrijwilligers (Amsterdam, 1870)
- De Arpanjak (Amsterdam, 1877)
- Leven en streven van L.R. Koolemans Beynen (Haarlem, 1880)
- Van t' Noorden naar t' Zuiden: Schetsen en Indrukken van de Vereenigde Staten van Noord-Amerika (in 2 volumes) (Haarlem, 1881)
- Over de Alpen. Reisindrukken uit Zwitserland en Italië (Amsterdam, 1888)
- Dertig jaar uit het leven van generaal jhr. G.M. Verspyck (Amsterdam, 1892)
- The case for Holland (Londen, 1896)
- Van dag tot dag in het oosten (Haarlem, 1896)
- Briefwisseling tusschen dr. A. Kuyper en Charles Boissevain (Haarlem, 1898)
- Open letter to the Duke of Devonshire (Amsterdam, 1899)
- The struggle of the Dutch republics. A great crime. An appeal to the conscience of the British nation (Amsterdam, 1900)
- Zonnige uren (Haarlem, 1904)
- Onze voortrekkers (Amsterdam, 1906)
- Het volk van De Ruijter. Toespraak (Amsterdam, 1907)
- Tropisch Nederland. Indrukken eener reis door Nederlandsch-Indië (Haarlem, 1909)
- Van dag tot dag. Verzamelde opstellen. Uitgezocht en gerangschikt door L. Aletrino (Amsterdam, 1925)
- Vaderlandsliefde (Baarn, 1912)
- Debat met J.F. Ankersmit in serie 'Pro en contra' VII no. 8.